# Zaube
Zaube, före 1926 Jaunpils, är en ort i Lettland.   Den ligger i kommunen Amatas novads, i den centrala delen av landet, 70 km öster om huvudstaden Riga. Zaube ligger 182 meter över havet och antalet invånare är 430.
Terrängen runt Zaube är platt. Runt Zaube är det glesbefolkat, med 9 invånare per kvadratkilometer. Närmaste större samhälle är Malpils, 18,4 km väster om Zaube. I omgivningarna runt Zaube växer i huvudsak blandskog.